# Округ Шеридан (Небраска)
Округ Шеридан (енгл. Sheridan County) је округ у америчкој савезној држави Небраска.

## Демографија
По попису из 2010. године број становника је 5.469, што је 729 (-11,8%) становника мање него 2000. године.
| Група             | 2000.         | 2010.         |
| Белци             | 5.430 (87,6%) | 4.559 (83,4%) |
| Афроамериканци    | 5 (0,1%)      | 12 (0,2%)     |
| Азијати           | 9 (0,1%)      | 18 (0,3%)     |
| Хиспаноамериканци | 91 (1,5%)     | 171 (3,1%)    |
| Укупно            | 6.198         | 5.469         |